# Inge den yngre
Inge den yngre var konge af Sverige fra omkring 1110 til begyndelsen af 1120'erne.
Han var søn af Halstein af Sverige, bror til Filip af Sverige (Filipus), og brorsøn af Inge den ældre. Han tilhørte Stenkilætten. Overleveringen om at Inge regerede sammen med sin bror Filip støttes ikke i de ældste svenske kongeberetninger, og dukker først op i middelalderlige islandske skrifter, Langfedgatal og Hervors saga.
Inge den yngre kan muligvis have været gift med Sankt Ragnhild af Södertälje, men det siges også om hans farbror Inge den ældre. Det er mere sikkert, at han var gift med norske Ulvhild Håkonsdatter (c.1090–1148) fra den gamle Hålogalandsæt på Tjøtta. Ulvhild, en viljestærk og på mange måder imponerende, skønt også kraftig bagtalt kvinde, var efter Inge den yngres død først gift med kong Niels af Danmark og derefter igen med en svensk konge Sverker den ældre.
Meget lidt er kendt om Inge den yngres regeringstid. Norge kan have generobret Jämtland fra Sverige i 1111. I hvert fald blev de kaotiske tilstande efter kong Inges død udnyttet af den norske konge Sigurd Jorsalfar, som i 1123 drog ud på et korstog for at omvende det halvt hedenske Småland. Videre skal en Kol Sverkersson ("kong Kol") have gjort Østergøtland uafhængigt.
Det var angiveligt der, kong Inge den yngre blev forgiftet af "en ond drik", muligvis i Vreta. I den grav i Vreta kloster, hvor Inge den yngre menes at ligge sammen med sin bror Filip, blev der fundet to skeletter af meget høje personer, (1,98 og 2,02 m). Det kan tyde på at det virkelig er brødrene, der ligger i graven, for Stenkilætlingerne var kendt for at være høje. Med Inge den yngres død var Stenkilætten uddød.